# Anita Hartig
Anita Hartig (1983) es una soprano rumana.

## Biografía
Nacida en Bistrita (Rumanía), Hartig estudió en la Academia de Música Gheorghe Dima en Cluj-Napoca, graduándose en 2006.
Hartig ha tenido un éxito particular en el papel de Mimì en la ópera La bohème de Puccini. Ésta la interpretó por primera vez en 2006 en la Ópera Rumana de Cluj-Napoca. Además, la volvió a representar en la producción del 2012 de la Ópera Nacional Galesa, dirigida por Annabel Arden, y desde entonces la ha interpretado en el Royal Opera House de Londres, en el  Metropolitan Opera House de Nueva York, y en la Ópera Estatal de Viena. En 2012, el  Daily Telegraph de Londres informó que Ana estaba "disfrutando de un éxito especial" como Mimì.
El 1 de noviembre de 2014, Anita Hartig participó en el Metropolitan Opera Live in HD debutando como Micaëla en Carmen. Tras la cancelación de la soprano Ailyn Pérez, Anita hizo su estreno en el Gran Teatre del Liceu de Barcelona en julio de 2015 como Violetta en La traviata . El 30 de enero de 2016, interpretó a Liù de Turandot en la Ópera Metropolitana Live in HD junto con Nina Stemme en el papel protagonista, Marco Berti como Calaf y Alexander Tsymbalyuk como Timur.
El 4 de diciembre de 2018, Hartig interpretó a Maria Boccanegra (personaje también conocido como Amelia Grimaldi) en la producción que hizo la Ópera de la Bastilla (Paris) de la obra Simon Boccanegra de Verdi.
En la producción de La traviata que hizo el Metropolitan Opera de Nueva York en la primavera de 2019, Anita Hartig volvió a ponerse en la piel del personaje de Violetta.